# Лупаренсе (футзальний клуб)
Аматорська спортивна асоціація Лупаренсе (італ. L'Associazione Sportiva Dilettantistica Luparense Calcio a Cinque) — італійський футзальний клуб, розташований в муніципалітеті Сан-Мартіно-ді-Лупарі.
Це найтитулованіша команда в Італії, яка може похвалитися шістьма чемпіонствами у чемпіонаті Італії, такою ж кількістю Суперкубків Італії, трьома Кубками Італії та одним Кубком Італії Серії B. З 2015 по 2018 роки вона була частиною мультиспортивного клубу Лупаренсе.

## Історія

### Початок (1996-2003)
Заснований 8 серпня 1996 року в Сан-Мартіно-ді-Лупарі, клуб одразу ж виграв Серію C2, обігравши у фіналі плей-офф «Карменту». Наступний сезон у найвищій регіональній категорії характеризується довгим протистоянням з Арциньяно; «Вісентіні» мають перевагу, але «Лупаренсе» компенсує це, обігравши «Імолу» в плей-офф за підвищення. Клуб залишався у третій футбольній лізі протягом трьох років, отримавши підвищення до Серії А2 у 2001 році та вигравши Кубок Італії цієї категорії 18 березня, який відбувся вдома, здобувши перемогу над «Чеккано» з рахунком 9-2. Перший сезон у новому дивізіоні завершився гарним четвертим місцем, але «вовки» гучно вилетіли в плей-офф від «Сан-Паоло Пізи», програвши вдома з рахунком 9-4. Наступного року команда залишалася на вершині турнірної таблиці, вигравши своє історичне перше підвищення до Серії А наприкінці сезону.

### Серія A: підйом на вершину італійського футзалу (2003-2014)

#### Перші роки у вищому дивізіоні
На перший сезон у вищому дивізіоні було обрано іспанського тренера Раміро Діаса, який був звільнений у грудні та замінений на свого співвітчизника Мігеля Родріго. Команда завершує сезон на 7-му місці, що гарантує вихід в плей-офф, де вони обігрують «Атлетіко Палермо» в першому раунді (поразка 6-5 на Сицилії та перемога вдома 5-1), але зазнають поразки від чемпіонів Італії  «Прато» у чвертьфіналі (поразка 4-6 вдома та 5-1 на виїзді). Навіть у Кубку Італії клуб зупинили в чвертьфіналі, але цього разу Лупаренсе вилетів від Монтезільвано (8-3).
Влітку 2004 року команда була посилена за рахунок прибуття гравців з міжнародним досвідом, таких як Франклін, Чілаверт, Бертоні, Вісентіні, Саад і Сарторі, а також дві висхідні зірки Зарамелло і Вампета. Тренер Мігель Родріго був призначений, але лише через 3 дні подав у відставку, і його замінив молодий і перспективний Коррадо Рома. «Вовки» зберігають хороші позиції в турнірній таблиці, але 28 листопада в середовищі «Лупаренсе» та в усьому італійському футзалі сталася трагедія: тренер «Роми», повертаючись додому після товариського матчу, гине в трагічній автокатастрофі. Замість нього буде викликаний Раміро Діас. У Кубку Італії шлях закінчується в чвертьфіналі від «Перуджі», а сезон у лізі закінчується на 5-му місці. У плей-офф, після вильоту «Анкони» в першому раунді, у чвертьфіналі суперниками є «Арциньяно»; «Вовкам», незважаючи на всі прогнози, вдалося пройти, обігравши «Вісентіні» в першому матчі вдома (5-4) і зігравши внічию 3-3 у другому матчі. У півфіналі суперником була «Рома».

#### 2005-2009: ера Веласко і домінування в Європі
Влітку 2005 року новим тренером було обрано іспанця Хесуса Веласко, який до цього був тренером в «Прато». Франклін, Чілаверт і Ламанна продані, а новими придбаннями є Феллер, Грана, Бітенкур, Скала, Далле Молле і дуже молодий Марко Ерколессі. «Лупаренсе» домінує протягом усього сезону (замикаючи лідерство з 66 очками), а 6 лютого 2006 року «Рома» виграла свій перший Кубок Італії, обігравши у фіналі «Катандзаро». Однак команда Веласко мала труднощі в плей-офф і, пройшовши чвертьфінал проти «Августи», вилетіла від Арциньяно у півфіналі, програвши вдома з рахунком 1-2 і 6-2 у Віченці. Так завершується сезон високого рівня, який, однак, завершився без досягнення головної мети, а саме перемоги в чемпіонаті (який дістанеться Арциньяно).
Влітку 2006 року команда зазнала справжньої революції: продаж 9 гравців (включаючи Бертоні, Саада, Сарторі та Скалу) замінено 11 новими гравцями (включаючи Марсіо, Сандріньо, Нору та майбутнього капітана Оноріо). Сезон відкривається поразкою в Суперкубку в черговому матчі проти Арциньяно (5-3 для гравців Віченци), але в лізі вовки домінують і наближаються до +9 на другому місці. У чвертьфіналі Кубка Італії в Катанії, після перемоги над «Ромою» та «Бішельє», клуб програв у фіналі «Монтезільвано». Однак у плей-офф «б’янкадзуррі», обігравши «Перуджу» та «Марку», вперше вийшли у фінал проти «Лаціо». 30 травня 2007 року на переповненій арені у Сан-Мартіно ді Лупарі вони виграли свій перший в історії кубок Італії.
Влітку команда була ще більше посилена завдяки приходу нових гравців, у тому числі Джубанскі, Нуно, Вільяльби, Марсіо, Сандріньо. Сезон 2007-2008 в Італії майже ідеальний для синьо-білих, які не можуть знайти суперника, який міг би серйозно поставити їх у труднощі (за сезон команда зазнає лише однієї поразки) . Перемоги в першому Суперкубку (5-3 над Монтезільвано 1 вересня 2007 року), другому Кубку Італії (2-1 над господарями Августою) і другому Скудетто (6-2 над Арциньяно) зробили вовків першою (і єдиною) командою, яка виграла національний требл, тобто перемогла в одному сезоні у всіх 3 головних трофеях. Сезон 2007-2008 був також дебютним сезоном для б'янкадзуррі в Кубку УЄФА, де вони поступилися в елітній фазі чинному чемпіону Європи московському «Динамо».
Влітку 2008 року пішли Грана, Монтованелі, Джубанскі та Вільялба, компенсовані поверненням Сандріньо та Мієло, а також приходом Пеллегріні, Рейнальді, Кампаньяро та Барро. Сезон розпочався з перемоги 28 жовтня в Суперкубку, де клуб обіграв у фіналі «Августу» з рахунком 4:2 (які кваліфікувалися як фіналісти Кубка Італії). У Кубку Італії після перемог у чвертьфіналі та півфіналі команді Веласко довелося поступитися по пенальті одвічним суперникам з Арциньяно (вони виграли кубок Італії вперше), які своєю перемогою закрили можливість отримання командою другого національного треблу. Кубок УЄФА починається для біло-синіх, які проходять в основний раунд у Польщі з усіма очками, але завершують в елітній фазі, де зазнають поразки від чинного чемпіона «Сінари». У регулярному чемпіонаті перше місце виходить лише в останній день після матчів з «Монтезільвано» та «Маркою». Однак у плей-офф «вовки» переважатимуть над усіма, вигравши третій чемпіонат 8 червня в Бассано-дель-Граппа (за новим регламентом більше не можна приймати фінали в Сан-Мартіно). Буквально наприкінці вирішального фіналу Веласко в прямому ефірі Rai Sport оголосив про намір повернутися до тренерської роботи в рідній країні. Так закінчується цикл, який тривав 4 роки і приніс провінції Падуя 7 трофеїв.

#### Час Веласко і 4 місце в Кубку УЄФА
Спадкоємцем Веласко був обраний молодий іспанський тренер Федеріко Відаль, літнє трансферне вікно цього разу не сильно засмутило команду, яка продала Барро і купила Чілаверта , Даніелі і Сезара (до них додадуться, у грудні також Клейтон Баптістелла). Трансфери 2009-2010 знаменують важливу зміну; Фактично, після 12 сезонів Лупаренсе залишає історичну будівлю Сан-Мартіно ді Лупарі та переїжджає до ПалаБруель у Бассано-дель-Граппа. Сезон розпочався найкращим чином з перемоги 19 вересня в Суперкубку (третій в історії) проти Арциньяно. Це буде останнє дербі в дуже довгій низці (починаючи з регіональних чемпіонатів), через економічні проблеми, які вразять клуб з Віченци в грудні. 22 листопада «вовки» досягли історичного результату: фактично, обігравши в Конельяно «Ель-Посо» (5-4), вони закрили основний раунд лідерства без втрат очок і стали першою італійською командою, яка потрапила до півфіналу Кубка УЄФА. Погана гра команди в лізі (3-тє місце, -10 відставання від лідерів), однак, призвела до того, що Відаль був звільнений у січні, його замінив співвітчизник Сіто Рівера. У Кубку Італії б'янкадзуррі вилітають у півфіналі; тоді як у Кубку УЄФА вони повинні задовольнитися четвертим місцем, програвши і півфінал, і матч за третє місце. Ліговий сезон закінчується на третьому місці. Таким чином завершується сезон з двома сторонами, з одного боку, перемогою в Суперкубку та, перш за все, історичним четвертим місцем у Єврокубку, а з іншого – лише одним виграним трофеєм і втратою титулу чемпіонів Італії.

#### Бієнале Фернандеса та Коліні
Влітку 2010 року час Рівери на посаді тренера підійшов до кінця, і його замінив Хуліо Фернандес, кілька гравців попереднього сезону були продані (Баптістелла, Рейнальді, Даніелі, Барро та Нуно), але з'явилися близнюки Айяла, втретє повернувся Сандріньо, та молоді Де Лука й Халімі. Через рік арена Сан-Мартіно знову стає домашньою. У Кубку Італії «вовки» вилітають у чвертьфіналі від «Лаціо» (майбутній володар трофею) з рахунком 3:1, тоді як у плей-офф вибування відбудеться, як не дивно, вдома у грі 2 півфіналу від «Пескари» ( 3-4). Отже, рік закінчується без жодного трофея.
Літо 2011 року знаменує собою велику зміну в складі, клуб купує італо-бразильців Мерліма та Фортіно, молодих Марауччі та Гріппі. Були продані близнюки Аяла, Чілаверт, Де Лука, Сандріньо, Пеллегріні та Міело. Будівлю Сан-Мартіно ді Лупарі знову залишили та повернулися до ПалаБруель. У Кубку Італії «б'янкадзуррі», перемігши «Бішельє» та «Лаціо» відповідно у чвертьфіналі та півфіналі, виступають у фіналі як фаворити проти новачка «Асті», але, як не дивно, трофей виграють п'ємонтійці. Вовки завершують лігу на першому місці; у плей-офф, після усунення «Спорт Файв», вони перемогли у фінальній битві проти «Марки» (яка тривала до пенальті), вигравши четверте скудетто у своїй історії.
Влітку 2012 року, після двох сезонів, тренера Фернандеса змінив Фульвіо Коліні; Таким чином, Лупаренсе після 8 років іберійського тренерства, очолює італієць. Ринок бачить продаж двох флагманів Вампети та Вебера, а також найкращого бомбардира сезону, який щойно завершився, Фортіно, Сайотті і Кавічкіо. Капітанська пов'язка, після продажу Вампети, переходить до ветерана Оноріо. У грудні «б'янкадзуррі», перегравши «Асті» по пенальті, виграли четвертий Суперкубок, через кілька місяців настала черга третього Кубка Італії, виграного в Пескарі, перемігши у фіналі «Коджанко» з рахунком 3:1. У плей-офф, однак, вовків, після того, як вони вп’яте пройшли у фінал, обійде «Марка» (2-3 у Бассано, 5-3 і 3-2 у Конельяно); це перша (і поки єдина) поразка Лупаренсе у фіналі скудетто.
Коліні затверджений на наступний сезон; літній трансферний ринок бачить значні зміни у складі з переходами Кавічкіо, Сайотті, Толотті, Роджеріо та Педотті та приходом Белломо, Тости, Таборди, Маріньо, Піццо. «Вовки» почали потужно, одразу перемігши «Марку» (3-7) вдома в Суперкубку Італії, тринадцятому трофеї в історії команди. У чемпіонаті команда зберігає достатньо високі позиції в турнірній таблиці, кваліфікуючись до Кубка Італії. На початку грудня, після відходу спонсора, клуб «Марка» розформував склад, віддавши синьо-білим кількох топ-гравців (Едгар Бертоні та Патріка Нора, який повернувся в Сан-Мартіно, Фолладора, Морассі і Каверзана), які підсилили команду. Одразу «вовки» потрапляють у півфінал новонствореного Зимового кубку (організований вдома на ПалаБруель), де, однак, Асті обіграє Лупаренсе у півфіналі за пенальті. Вибування з Кубка Італії також відбудеться в півфіналі, цього разу від рук Лаціо. У чемпіонаті команда Коліні фінішувала на четвертому місці. Однак у плей-офф склад команди матиме значення, оскільки вовки, вибивши «Реал Рієті» у чвертьфіналі та фаворита «Асті»у півфіналі, зіграють у важкому фіналі проти «Акви», де гра вирішилася лише в овертаймі, що призвело до того, що Лупаренсе дістався до клубу «Рома» з 5 титулами як команди з найбільшою кількістю чемпіонських титулів у кубку Італії.

### Занепад і створення спортивного клубу (2014-2016)

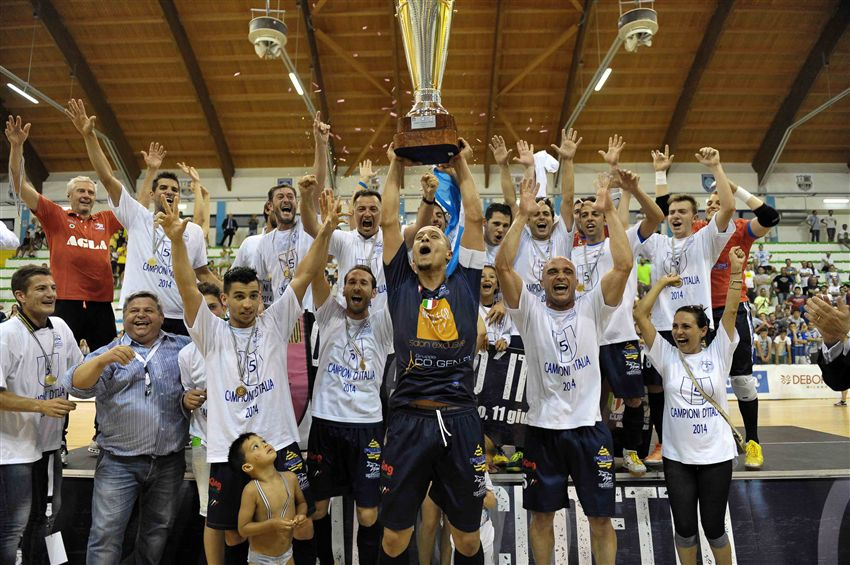
Лупаренсе святкує п'яту перемогу в чемпіонаті

Літо 2014 року розпочалося шокуючою заявою президента Зараттіні про його відхід і, як наслідок, розпуск компанії, якщо до червня наступного року не з’являться нові партнери. Сезон виявляється одним із найскладніших в історії команди; через два роки з клубу йде Фульвіо Коліні (перейшов до амбітної «Пескари»), а команду довірено Алессіо Мусті, відбувається продаж гравців різного класу, таких як Канал (після 7 років у Лупаренсе), Капуто та Ерколессі (перейшли у Пескару разом із Коліні), Бертоні, Фолладора та Путано. Настільки ж значним є новий склад: Міареллі, Гектор, Рубен, Гіассон, Рестайно, Ло Джудіче, Матошевич і Маурісіо. У листопаді, незважаючи на перше місце в турнірній таблиці, клуб вилітає у попередньому матчі Кубка УЄФА та програє у Суперкубку Італії (1-6 у Бассано проти «Акви»), що призводить до звільнення Мусті. У наступні місяці поразки продовжуються у Зимовому Кубку від «Каоса» та в Кубку Італії від Пескари; у лізі «вовки» фінішують у верхній частині турнірної таблиці. У плей-офф, граючи без капітана Оноріо (отримав травму в останній день чемпіонату), здолавши в чвертьфіналі «Лаціо», синьо-білі програли «Каосу», який, виграв завдяки голам від Кака та колишнього Бертоні, вперше кваліфікувався до фіналу плей-оф чемпіонату. Варто звернути увагу на проведення деяких матчів півфіналу в Сан-Мартіно-ді Лупарі.
Оскільки нових інвесторів не було, 21 червня 2015 року Стефано Зараттіні та Ораціо Гоббо, президент «Радіо Бірікіна Лупаренсе» оголошує про злиття відповідних компаній, утворюючи футбольний клуб Лупаренсе. Президентство обійняв Зараттіні, тоді як футболки команди з футзалу позбавилися біло-блакитних і прийняли характерні червоно-сині кольори Сан-Мартіно-ді Лупарі. Завдяки тренеру Фернандесу, щоб розпочати новий сезон, клуб обирає таке рішення: першу команду довірено Вальтеру Ферраро, помічнику тренера з 2007 року. Літній трансферний ринок бачить трансфери відомих імен, таких як Мерлім, Нора, Валтіньо та Маурісіо, а також Леандріньо, Іке, Чуєц, Нурчі та Майор, а також молодий Барон (повернувся після сезону оренди в Бельгії), Гедес, Джонатан і Денер. Початок сезону є найскладнішим, оскільки «Вовки» опинилися в нетрях турнірної таблиці. Після поразки в Монтезільвано пішов у відставку тренер Ферраро, його замінив іспанець Хуан Франсіско Фуентес. Зміна на лаві запасних, а також посилення команди в грудні призвели до того, що клуб почав повернення на верх таблиці (друга команда за очками, здобутими в другій частині сезону), яке завершилося несподіваною кваліфікацією в плей-офф із сьомого місця в турнірній таблиці (після підвищення на чотири позиції). Суперником у чвертьфіналі є «Пескара» (щойно з півфіналу Кубка УЄФА), але, незважаючи на прогнози, «вовки» зуміють завоювати сенсаційну кваліфікацію до півфіналу, де, однак, суперник «Реал Рієті» їх переграє.

#### Повернення до вершини та розформування (2016-2018)
Літо 2016 року знаменує нову революцію в команді. Контракт з Фуентесом не продовжили, новим тренером обрали співвітчизника Давида Маріна (колишнього тренера «Інтера» та «Динамо Москва»), привівши з собою кувейтця Дієго Манкузо. Прийшли Адріано Фолья, Біссоні, Моура, Гіассон, Лейтао, Іке та Барон. Взимку клуб бачить подальше посилення команди завдяки приходу чемпіонів світу Бренді, Тобе та повернення Фолья. У перші кілька місяців команда зберегла хороші позиції в турнірній таблиці, потрапивши до чвертьфіналу Кубка Італії (де вона зазнала поразки у фіналі по пенальті від «Пескари») і півфіналу Зимового Кубка (поразка від «Акви»). Завершивши сезон у лізі на другому місці, вовкам вдалося кваліфікуватися до фіналу плей-оф, де вони перемагають, вигравши свій сьомий титул 14 червня в Анконі і таким чином ставши італійською командою, яка може похвалитися найбільшою кількістю чемпіонських титулів. Головним гравцем фіналу сезону став Манкузо, який з 11 голами став найкращим бомбардиром плей-оф. Марін підтвердив, що влітку 2017 року знову клуб зазнає серйозних змін у складі з продажем Манкузо, Бренді, Фольї, Тобе, Бертоні та Коко.
Наступного літа, після сезону, ознаменованого досягненням усіх національних фіналів, але лише вигранням Суперкубка, президент Зараттіні оголосив про розпуск футзальної команди, щоб присвятити себе виключно футболу. У наступному серпні було засновано клуб з однойменною назвою, зареєстрований в Серії D, який, хоча і не був прямим спадкоємцем історичного клубу, запропонував себе як продовження міських футзальних традицій.

## Символіка

#### Кольори
Історичні кольори «Лупаренсе» – білий і синій. Зі створенням спортивного клубу команда змінила колір на червоно-синій, щоб відповідати традиціям міста.

### Офіційна символіка

#### Герб
Символом клубу є вовк.

## Досягнення
- Чемпіонат Італії (6, рекорд): 2006-2007, 2007-2008, 2008-2009, 2011-2012, 2013-2014, 2016-2017
- Кубок Італії (3): 2005-2006, 2007-2008, 2012-2013
- Суперкубок Італії (6, рекорд): 2007, 2008, 2009, 2012, 2013, 2017
- Кубок Італії Серія B (1): 2000-2001